# Munjpur
Munjpur o Mujpur fou un estat tributari protegit al prant de Jhalawar, agència de Kathiawar, presidència de Bombai, format per un sol poble amb tres tributaris separats. Els ingressos estimats el 1881 eren de 332 lliures i el tribut era de 60 lliures pagades al govern britànic. La superfície de l'estat era de 8 km² i la població el 1881 de 548 habitants. La capital, Munjpur, estava situada a 5 km al sud-oest de Wadhwan.